# Закшувек-Шляхецький
Закшувек-Шляхецький (пол. Zakrzówek Szlachecki) — село в Польщі, у гміні Ладзиці Радомщанського повіту Лодзинського воєводства.
Населення — 226 осіб (2011).
У 1975-1998 роках село належало до Пйотрковського воєводства.

## Демографія
Демографічна структура станом на 31 березня 2011 року:
|          | Загалом | Допрацездатний вік | Працездатний вік | Постпрацездатний вік |
| -------- | ------- | ------------------ | ---------------- | -------------------- |
| Чоловіки | 124     | 25                 | 75               | 24                   |
| Жінки    | 102     | 24                 | 50               | 28                   |
| Разом    | 226     | 49                 | 125              | 52                   |